# José Guadalupe Rodríguez (Durango)
José Guadalupe Rodríguez es una localidad del estado mexicano de Durango. Es parte del municipio de Guadalupe Victoria. Fue fundado el 9 de marzo de 1937.

## Toponimia
El nombre de la localidad rinde homenaje a José Guadalupe Rodríguez, líder agrarista oriundo del estado de Durango.

## Demografía
| Gráfica de evolución demográfica |
|                                  |

| Censo | Población |
| ----- | --------- |
| 1940  | 623       |
| 1950  | 927       |
| 1960  | 1 190     |
| 1970  | 1 736     |
| 1980  | 1 481     |
| 1990  | 1 603     |
| 2000  | 1 596     |
| 2010  | 1 374     |
| 2020  | 1 239     |